# Nectandra bartlettiana
Nectandra bartlettiana là một loài thực vật thuộc họ Lauraceae. Đây là loài đặc hữu của Venezuela.